# 方丹弗朗賽斯戰役
方丹弗朗賽斯戰役（法語：Bataille de Fontaine-Française）發生於1595年6月5日，為法國亨利四世和西班牙-天主教聯盟聯軍的戰役，法軍在此戰大獲全勝，也促進了夏爾·德·吉斯的歸順。

## 註腳
1. ↑  Girault，第20頁.